# Formation médicale continue
 (juin 2012).
Si vous disposez d'ouvrages ou d'articles de référence ou si vous connaissez des sites web de qualité traitant du thème abordé ici, merci de compléter l'article en donnant les références utiles à sa vérifiabilité et en les liant à la section « Notes et références ».
Pour les articles homonymes, voir FMC.
La formation médicale continue ou FMC est l’équivalent du terme américain « Continuing medical education » (CME), les États-Unis ayant initié la discipline.
Il s’agit d’une formation continue qui s’acquiert  après le diplôme, au cours de l’exercice professionnel, par opposition à la formation initiale reçue en faculté au cours des études.
Indispensable dans bien des métiers, mais particulièrement nécessaire dans les professions de santé en raison de l’évolution de plus en plus rapide des connaissances et des techniques, la formation continue en médecine s’impose dans le principe à tout praticien par le code de déontologie qui énonce que le médecin doit dispenser « des soins consciencieux et fondés sur les données acquises de la science » et plus précisément en son article 11 (reprenant l'art. R.4127-11 du code de la santé publique) : « Tout médecin doit entretenir et perfectionner ses connaissances ; il doit prendre toutes dispositions nécessaires pour participer à des actions de formation continue. Tout médecin participe à l'évaluation des pratiques professionnelles. »
Aux États-Unis, les 50 états ont établi des obligations de formation continue.
En Europe, chaque pays a formulé ses propres exigences dans ce domaine.

## Modalités de la  FMC
La formation médicale continue fait appel à tous les moyens d’acquisition ou de mise à jour des connaissances :
- lecture d’ouvrages, abonnements à des revues professionnelles ;
- assistance à des congrès scientifiques nationaux ou internationaux ;
- assistance à des séances régionales ou locales d’enseignement post-universitaire ;
- participation à des stages de formation ;
- accueil de visites académiques ;
- formation en ligne faisant appel aux NTIC, notamment par les méthodes de formation en ligne.

## En France
C’est surtout à partir des années 1950 que le corps médical juge nécessaire de formaliser de façon collective ce qui était jusque-là laissé à l’initiative individuelle :
- naissance des enseignements post-universitaires (EPU), avec l’exemple célèbre[Pour qui ?] des Entretiens de Bichat ;
- création par les praticiens de plus de 1 000 associations de FMC[réf. souhaitée] ;
- leur regroupement dans l’Union nationale des associations de formation médicale continue (Unaformec) en 1978.

Certaines formations ouvertes aux médecins libéraux sont rémunérées (séminaires conventionnels respectant un formalisme méthodologique particulier et financés par l’OGC, Organisme gestionnaire conventionnel). Les praticiens hospitaliers bénéficient d'un avantage équivalent grâce à la prise en charge possible de leur FMC sur des fonds hospitaliers, sous le contrôle de la Commission médicale d'établissement.
L'ordonnance du 24 avril 1996 rend obligatoire la formation médicale continue et crée un conseil national de la FMC ainsi que des conseils régionaux. Le conseil national est ensuite subdivisé en trois conseils destinés respectivement aux médecins libéraux, aux praticiens hospitaliers et aux médecins salariés non hospitaliers.
La loi du 13 août 2004 instaure une nouvelle obligation, distincte de la FMC mais liée à cette dernière : l’évaluation des pratiques professionnelles (EPP).
Le principe de cette obligation est un système de « crédits » ou de « points » se répartissant entre les actions de FMC et d’EPP, et dont le total doit être validé par tout praticien sur chaque période de 5 ans.
La loi du 21 juillet 2009 regroupe au sein du développement professionnel continu (DPC) la FMC d'une part et de l'EPP d'autre part. Les programmes présentés par les organismes professionnels doivent correspondre à des orientations nationales ou régionales et sont soumis à une validation par la Haute Autorité de santé.

### Agence nationale du développement professionnel continu
L'Agence nationale du développement professionnel continu (ANDPC), créée en 2016,  est un groupement d'intérêt public  entre l'Etat et l'Union nationale des caisses d'assurance maladie. Elle a pour missions  de piloter le dispositif de développement professionnel continu des professionnels de santé, quels que soient leurs statuts ou leurs conditions d'exercice, et  de contribuer au financement des actions. Les instances de l'Agence nationale du développement professionnel continu sont : le Haut Conseil du développement professionnel continu des professions de santé ; le comité d'éthique ; des commissions scientifiques indépendantes ; le conseil de gestion  et des sections professionnelles.
Le Haut Conseil du développement professionnel continu des professions de santé regroupe des représentants des conseils nationaux professionnels, des organisations professionnelles et syndicales représentatives des professionnels de santé salariés et non salariés, des universités, des fédérations d'employeurs, des instances ordinales et de la Haute Autorité de santé. Son président et son vice-président sont nommés par arrêté des ministres chargés de la santé et de la sécurité sociale alors que les autres membres sont nommés par le directeur général de l'Agence nationale du développement professionnel. Le Haut Conseil promeut les échanges entre professionnels de santé portant sur les enjeux scientifiques et pédagogiques du développement professionnel continu et il assure la cohérence des travaux des conseils nationaux professionnels relatifs au développement professionnel continu. 